# Americhernes mahnerti
Espèce
Americhernes mahnerti est une espèce de pseudoscorpions de la famille des Chernetidae.

## Distribution
Cette espèce est endémique du Queensland en Australie. Elle se rencontre sur le mont Finnigan.

## Description
La femelle holotype mesure 2,1 mm.

## Étymologie
Cette espèce est nommée en l'honneur de Volker Mahnert.

## Publication originale
- Harvey, 1990 : New pseudoscorpions of the genera Americhernes Muchmore and Cordylochernes Beier from Australia (Pseudoscorpionida: Chernetidae). Memoirs of Museum Victoria, vol. 50, no 2, p. 325-336 (texte intégral).